# لئوناردو دی دئوس
لئوناردو دی دئوس (انگلیسی: Leonardo de Deus؛ زادهٔ ۱۸ ژانویهٔ ۱۹۹۱) ورزشکار ورزش شنا اهل برزیل است.
وی در مسابقات کشوری و بین‌المللی در مجموع برندهٔ ۱۱ مدال طلا، ۶ مدال نقره و ۳ مدال برنز شده‌است.